# Artur Bodanzky
Artur Bodanzky, né le 16 décembre 1877 à Vienne et mort le 23 novembre 1939 à New York, est un chef d'orchestre autrichien.

## Biographie
Il fait ses études musicales au conservatoire de Vienne puis travaille avec Alexander von Zemlinsky. Il débute à l'opéra de Vienne comme violoniste. En 1900 il dirige des opérettes à Budweis puis en 1903 devient l'assistant de Gustav Mahler à Vienne. L'année suivante il est engagé comme chef d'orchestre au théâtre an der Wien, à Berlin puis à Prague de 1906 à 1909. Il devient la même année premier chef à l'opéra de Mannheim. Il dirige Parsifal de Richard Wagner en 1914 à Covent Garden.
En 1915 il est engagé au Metropolitan Opera de New York. Il est directeur de la Société des amis de la musique à New York (1916-1931) puis directeur de l'Orchestre symphonique de New York de 1919 à 1922. En 1921 est chef invité à l'Orchestre philharmonique de New York. Après une brève période de démission du Met en 1928, il y dirigera jusqu'à sa mort en 1939.  Il a dirigé en  création américaine Das Lied von der Erde (le chant de la terre) de Mahler, la Messe glagolitique de Janáček, Le Roi David de Arthur Honegger, Jonny spielt auf de Krenek. Il a aussi écrit des récitatifs pour La Flûte enchantée de Mozart, Fidelio de Beethoven et Der Freischütz de Carl Maria von Weber.